# Койчуманов, Апыш
Апыш Койчуманов (кирг. Апыш Койчуманов; 2 января 1923, с. Ак-Моюн, Пржевальский уезд, Джетысуйская область, Туркестанская АССР, РСФСР, СССР — 4 июля 1984, там же) — учитель Кызыл-Дыйканской средней школы, Ат-Башинский район Нарынской области, Киргизская ССР. Герой Социалистического Труда (1978). Заслуженный учитель Киргизской ССР (1974).

## Биография
Родился в 1923 году в крестьянской семье в ауле Ак-Моюн (ныне — Ат-Башинский район Нарынской области).
В 1940 году окончил семилетку в родном селе, после чего работал учителем начальных классов.
Был призван на фронт, где получил два ранения.
В декабре 1945 года демобилизовался и возвратился в родной аул, где продолжил работать в местной школе. В 1973 году получил заочное высшее педагогическое образование на отделении преподавания в начальных классах факультета педагогики и методики в Педагогическом институте имени Маяковского в Фрунзе.
За большие заслуги в деле обучения и коммунистического воспитания учащихся указом Президиума Верховного Совета СССР от 27 июня 1978 года удостоен звания Героя Социалистического Труда 27 июня 1978 года с вручением ордена Ленина и золотой медали «Серп и Молот».
В начале июля 1984 года попал в автомобильную аварию. Скончался от полученных ран 4 июля 1984 года. Похоронен на кладбище посёлка Ак-Моюн.
Награды
- Герой Социалистического Труда
- Орден Красной Звезды
- Медаль «За боевые заслуги»
- Медаль «За отвагу»

Память
- Именем Апыша Койчуманова носит школа, в которой он преподавал. Около школы установлен бюст Героя Социалистического Труда.
- В селе Ат-Баши установлен бюст Апыша Койчуманова
- Его именем названа одна из улиц в Ак-Моюне
- В 1982 году об Апыше Койчуманове был снят документальный фильм «Мугалим»